# علم آثار نازي
علم الآثار النازية هي الحركة التي قادها العديد من القادة النازيين، مثل أدولف هتلر وهينريش هملر، وعلماء الآثار وغيرهم من الباحثين للبحث في الماضي الألماني من أجل تعزيز القومية الألمانية.

## نظرة عامة
بدأ البحث عن القومية الآرية في عصور ما قبل التاريخ بعد خسارة ألمانيا في الحرب العالمية الأولى عام 1918. في هذه المرحلة، واجهت البلاد أزمة اقتصادية حادة بسبب شروط معاهدة سلام فرساي. في وقت لاحق، كان هتلر وراء تمويل الحزب النازي لبحوث ما قبل التاريخ الألمانية. أول باحث أكاديمي مؤثر في مثل هذه الأبحاث كان غوستاف كوسينا. تم اختيار أفكاره ونظرياته من قبل المنظمتين النازيتين أمت روزنبرغ وآهنيرب.وكان الهدف هو إظهار أن ألمانيا كانت المكان الذي بدأت فيه الحضارة، وأضاف النازيون علم آثار زائف كأداة لنشرها على نطاق واسع بين الشعب الألماني.

## العقيدة
1. نظرية «دوائر الثقافة»، لجوستاف كوسينا، والتي ذكرت أن الاعتراف بالمنطقة العرقية يعتمد على الثقافة المادية المستخرجة من موقع أثري. وقد استخدم النازيون هذه النظرية لتبرير الاستيلاء على الأراضي الأجنبية مثل بولندا وتشيكوسلوفاكيا. على سبيل المثال، في مقالته «أوستمارك الألمانية»، جادل كوسينا بأن بولندا يجب أن تكون جزءًا من الرايخ الألماني، لأن أي أرض كانت تحمل فيها قطعة أثرية اسم «الجرمانية» هي بالتالي أراضي جرمانية قديمة، «سُرقت بطريقة غير مشروعة» بواسطة «البرابرة». [1]
2. نظرية الانتشار الاجتماعي، التي تنص على أن الانتشار الثقافي قد حدث من خلال عملية تم بموجبها نقل التأثيرات والأفكار والنماذج من قبل الشعوب الأكثر تقدماً إلى الأقل تقدماً الذين اتصلوا بهم. من الأمثلة التي قدمها كوسينا وألفريد روزنبرغ هو أنتاريخً ألمانيا كان مكافئًا لتاريخ الإمبراطورية الرومانية مما يشير إلى أن «الشعب الجرماني لم يكن أبداً مدمرًا للثقافة — وليس مثل الرومان والفرنسيين في الآونة الأخيرة». إلى جانب الإيديولوجية النازية، أعطت هذه النظرية الأساس المثالي لرؤية ألمانيا باعتبارها قاطرة الحضارة العالمية.[2]
3. ذكرت أطروحات "علوم النظرات العالمية" (بالألمانية: Weltanschauungswissenschaften)، أن الثقافة والعلوم كانت واحدة، وكانت تحمل بعض "القيم الملازمة للعرق". اقترحت النظرية أن النماذج الثقافية القديمة، مثل القصص والأساطير، لا ينبغي إعادة دمجها فقط في الثقافة السائدة، ولكن يجب أن يكون المبدأ الأساسي في ألمانيا هو التأكيد على المستوى الثقافي العالي والاكتفاء الذاتي الثقافي للجرمانية." ومن الأمثلة على ذلك استخدام السجلات على غرار الآرية مثل الصليب المعقوف، واستخدام الأساطير الألمانية والرموز الرونية في SS ، وفكرة أن العلماء الألمان واستنتاجاتهم كانت أكثر صحة من وجهات نظر العلماء "الأقل عرقا".
4. فكرة الالرجل ألماني نقي والتي تشير إلى أن الألمان كانوا «آريين محضين» نجوا من كارثة طبيعية وطوروا ثقافة متطورة للغاية أثناء هجرتهم الطويلة إلى ألمانيا. كما أشارت أيضًا إلى أن اليونانيين كانوا جرمانيين، مدعيين دليلًا على أنه يمكن العثور على قطع أثرية «هندو-ألمانية» في اليونان.
5. تم تلخيص النقطة غير المعلنة وغير المنشورة لعلم الآثار النازي في أعمال وأهداف أنانيرب، والتي كانت عبارة عن إنشاء بالجملة ل «علم الآثار» التي من شأنها أن تدعم آلة الدعاية للنظام النازي.

## المنظمات والعمليات

### آنانيرب

شعار أنانيرب

منظمة أنانيرب، واسمها الرسمي هو: الأجداد الألمانية - جمعية الأبحاث للتاريخ الفكري القديم، هي مؤسسة بدأت كمعهد أبحاث لعصور ما قبل التاريخ وتم ربطها ب SS في عام 1935 بواسطة والذر داري. في عام 1936 قام هتلر بدمجها بـجاز أمن الرايخ بقيادة قائد الشرطة هاينريش هيملر. بحلول عام 1937، كانت الأداة الرئيسية لعلم الآثار النازي والدعاية الأثرية، التي تستضيف منظمات أصغر مثل مجموعة راينر للآثار، وتملأ صفوفها بـ «المحققين». وكان من بين هؤلاء أشخاص مثل هيرمان ويرث، المؤسس المشارك لمؤسسة أنانيرب، الذين حاولوا إثبات أن شمال أوروبا كان مهد الحضارة الغربية. على الرغم من أنها تضم بعض علماء الآثار الحقيقيين ذوي الآراء المتطرفة، مثل هانس راينرخ وأوسوالد ميغن (الذين أصبحوا مسؤولين رفيعي المستوى في الحزب بسبب تعاونهم)، فإن معظم أعضاء أنانيرب كانوا من علماء الآثار من الدرجة الثانية أو باحثين غير مدربين، يدعمهم الهواة المتحمسين.

### أمت روزنبرغ
قاد روزنبرغ وجزء من منظمته أمت روزنبرغ الجعية الألمانية لعصور ما قبل التاري (بالألمانية: Deutsche Gesellschaft für Vorgeschichte) وهي مجموعة أصغر ولكنها أمؤلفة من علماء الآثار أكثر احترافا، على الأقل في الخلفية والتدريب. وتم انشائها من علماء الآثار الذين وافقوا على أفكار ونظريات روزنبرغ. رأى روزنبرغ أن تاريخ العالم يتشكل من خلال القتال الأبدي بين «الشمال الأطلسي»، والشعوب الأصلية الخالصة في أتلانتس، وبين «السامية»، أو الشعب اليهودي. بالنسبة له، فإن الشعب الجرماني هو الوحيد الذي جلب الثقافة إلى العالم، بينما جلب اليهود الشر. وتكهن بأن شعب ألمانيا كانوا ناجين من أتلانتس الذين هاجروا إلى ألمانيا. لقد رأى الألمان كجنس متميز، ليس فقط من الناحية البيولوجية ولكن في الظواهر العقلية وفي «إرادتهم في العيش». ومن ثم، فقد دعا إلى «المادية العرقية»، موضحًا أنه ينبغي فقط للأصلح (الآريين) البقاء على قيد الحياة، وهو مبدأ سيشكل لاحقًا السياسة النازية بشأن الحل النهائي. كان أمت روزنبيرغ مكرسًا لإيجاد دليل أثري على تفوق الثقافة الجرمانية وأتلانتس، وفي هذا ساعده إلى حد كبير مجتمع ثول.